# Sinclair (släkt)
Sinclair är namnet på flera svenska utslocknade adliga ätter.
Den från Skottland till Bergs socken i Småland Sverige invandrade Frans Sinclair (död 1666) adlades (nr 444) 1649. Ätten dog ut 1683.
Den till Sverige invandrade David Sinclair (stupade i slaget vid Warszawa 1656) adlades (nr 626) 1655. Sonen William upphöjdes till friherre kort före sin död, men tog ej introduktion. Han dog 1715. Ätten dog ut 1803 med Carl Gideon Sinclair.
Den till Sverige från Skottland invandrade Anders Sinclair (död 1689) naturaliserades som svensk adelsman (nr 965) 1680. Ätten dog ut 1786.
En ättling till honom, Fredrik Carl Sinclair (1723–1776), upphöjdes till friherre (nr 270) 1766 och till greve (nr 95) 1771. Ätten utgick på svärdssidan 1919 och dog ut 1973. En son före äktenskapet till den siste greve Sinclair, kaptenen vid livgrenadjärregementet Carl Gustaf Sinclair (1849–1919), antog släktnamnet Sundkler.